# Mille Miglia 1932
Les Mille Miglia 1932 est la 6e édition de la course automobile annuelle organisée le 10 avril 1932 entre Brescia et Rome. Cette édition est remportée par Baconin Borzacchini et Amedeo Bignami sur Alfa Romeo 8C 2300 Spider Touring.

## Classement de la course
| Pos. | no  | Pilote                                          | Voiture                                     | Écurie           | Temps / Abandon    | Catégorie |
| ---- | --- | ----------------------------------------------- | ------------------------------------------- | ---------------- | ------------------ | --------- |
| 1    | 106 | Baconin Borzacchini Amedeo Bignami              | Alfa Romeo 8C 2300 Spider Touring           | Alfa Romeo       | 14 h 55 min 19 s 4 | S +1.5    |
| 2    | 83  | Carlo Felice Trossi Antonio Brivio              | Alfa Romeo 8C 2300 Spider Zagato            | Scuderia Ferrari | 15 h 10 min 59 s 0 | S +1.5    |
| 3    | 89  | Luigi Scarfiotti Guido d'Ippolito               | Alfa Romeo 6C 1750 GSft Spider Zagato       | Scuderia Ferrari | 15 h 44 min 41 s 6 | S +1.5    |
| 4    | 46  | Ferdinando Minoia G. Balestrieri                | Alfa Romeo 6C 1750 GTC Berlinetta Touring   |                  | 16 h 54 min 37 s 4 | VGI       |
| 5    | 96  | Guglielmo Carraroli (de) Mario Ghersi           | Alfa Romeo 8C 2300 Spider Zagato            | Scuderia Ferrari | 17 h 4 min 3 s 8   | S +1.5    |
| 6    | 63  | Stafan Gyulai L. Venturi                        | Alfa Romeo 6C 1500 SStf Spider Zagato       |                  | 17 h 9 min 14 s 4  | S 1.5     |
| 7    | 92  | Giovanni Battista Santinelli Umberto Berti      | Alfa Romeo 8C 2300                          |                  | 17 h 10 min 55 s 2 | S +1.5    |
| 8    | 88  | Ermenegildo Strazza « Gismondi »                | Lancia Lambda speciale spider               |                  | 17 h 14 min 22 s 6 | S +1.5    |
| 9    | 52  | Giovanni Lurani (en) Carlo Canavesi             | Alfa Romeo 6C 1500 SSft Campari & Sorniotti |                  | 17 h 22 min 54 s 4 | S 1.5     |
| 10   | 110 | Carlo Gazzabini « Zai »                         | Alfa Romeo 6C 1750 Spider Zagato            |                  | 17 h 26 min 21 s 8 | S +1.5    |
| 11   | 111 | A. Bottoni Gianfranco Comotti                   | Alfa Romeo 6C 1750 GS Spider Zagato         | Scuderia Ferrari | 17 h 29 min 18 s 6 | S +1.5    |
| 12   | 108 | V. Cobianchi G. Cobianchi                       | Alfa Romeo 6C 1750 Spider Zagato            |                  | 17 h 44 min 14 s 0 | S +1.5    |
| 13   | 87  | Carlo Cazzaniga Archimede Rosa                  | Bugatti Type 43                             |                  | 17 h 47 min 12 s 0 | S +1.5    |
| 14   | 58  | F. Gatti R. Biagioni                            | Alfa Romeo 6C 1500 SS                       |                  | 17 h 51 min 38 s 6 | S 1.5     |
| 15   | 103 | Giovanni Battaglia Ferruccio Bianchi            | Alfa Romeo 6C 1750 GS                       |                  | 18 h 0 min 45 s 0  | S +1.5    |
| 16   | 95  | Roberto Foligno G. Binda                        | Alfa Romeo 6C 1750 GS                       |                  | 18 h 1 min 45 s 4  | S +1.5    |
| 17   | 99  | « Restelli » G. Pieri                           | Alfa Romeo 6C 1750                          |                  | 18 h 4 min 6 s 6   | S +1.5    |
| 18   | 81  | O. Peverelli C. Dell'Orto                       | Alfa Romeo 6C 1750 GS Spider Zagato         |                  | 18 h 4 min 16 s 8  | S +1.5    |
| 19   | 84  | F. Trevisan G. Ronchi                           | Alfa Romeo 6C 1750                          |                  | 18 h 19 min 51 s 4 | S +1.5    |
| 20   | 32  | Giuseppe Tuffanelli Guerino Bertocchi           | Maserati 4CTR 1100                          |                  | 18 h 35 min 2 s 2  | S 1.1     |
| 21   | 73  | « Bassi » E. Oneto                              | Lancia Artena                               |                  | 18 h 36 min 2 s 0  | S +1.5    |
| 22   | 79  | Emilio Romano Roberto Serboli                   | Bugatti Type 35                             |                  | 19 h 5 min 9 s 0   | S +1.5    |
| 23   | 57  | L. Catalani A. Polini                           | Alfa Romeo 6C 1500 SS                       |                  | 19 h 6 min 59 s 6  | S 1.5     |
| 24   | 80  | M. Bruno A. Rabbi                               | Alfa Romeo 6C 1750                          |                  | 19 h 24 min 5 s 4  | S +1.5    |
| 25   | 97  | Brian Lewis Ted Barnard                         | Talbot AV105                                | Fox & Nicholl    | 19 h 35 min 34 s 0 | S +1.5    |
| 26   | 3   | Giuseppe Gilera P. Sartori                      | Fiat 514 MM                                 |                  | 19 h 53 min 25 s 4 | VU        |
| 27   | 74  | C. Carini B. Scesa                              | Lancia Dilambda                             |                  | 19 h 53 min 40 s 0 | S +1.5    |
| 28   | 6   | F. Wührer G. Ricci                              | Fiat 514 MM                                 |                  | 20 h 6 min 54 s 0  | VU        |
| 29   | 59  | Alfredo Caniato Augusto Caniato                 | Alfa Romeo 6C 1500 SStf Spider Zagato       | Scuderia Ferrari | 20 h 21 min 28 s 4 | S 1.5     |
| 30   | 19  | G. Di Vecchio F. Fioretti                       | Fiat 514                                    |                  | 20 h 54 min 6 s 4  | VU        |
| 31   | 11  | Sebastiano Manzoni A. Lamperti                  | Fiat 514                                    |                  | 21 h 2 min 40 s 0  | VU        |
| 32   | 55  | G. A. Alfieri G. Cella                          | Alfa Romeo 6C 1500 SS Spider Carr. Sport    |                  | 21 h 24 min 32 s 0 | S 1.5     |
| 33   | 22  | R. Monaco « Cervi »                             | Fiat 514                                    |                  | 21 h 25 min 50 s 0 | VU        |
| 34   | 21  | L. Olimpico « Calderato »                       | Bianchi Tipo S5                             |                  | 21 h 27 min 14 s 0 | VU        |
| 35   | 25  | A. Bettinazzi « Bettinazzi »                    | Fiat 514 CA spider                          |                  | 22 h 7 min 35 s 2  | VU        |
| 36   | 14  | « Mazza » G. A. Berretta                        | Fiat 514                                    |                  | 22 h 13 min 54 s 0 | VU        |
| 37   | 9   | « Frate Ignoto » M. Francani                    | Fiat 514 MM                                 |                  | 22 h 16 min 54 s 4 | VU        |
| 38   | 16  | M. Basagni S. Petruccioli                       | Fiat 514                                    |                  | 23 h 46 min 19 s 0 | VU        |
| 39   | 36  | C. Losa « Rangoni »                             | Fiat 509S                                   |                  | 25 h 12 min 0 s 0  | S 1.1     |
| 40   | 35  | S. Tibida F. Porticelli                         | Fiat 509S                                   |                  | 25 h 19 min 30 s 0 | S 1.1     |
| 41   | 2   | P. Lamperti « Peroni »                          | Fiat 514 MM                                 |                  | 27 h 14 min 0 s 0  | VU        |
| 42   | 5   | C. Gerri G. Pallavicini                         | Fiat 514                                    |                  | 27 h 37 min 30 s 0 | VU        |
| Abd. | 4   | « Bortolon » D. Romaro                          | Bianchi Tipo S5                             |                  |                    | VU        |
| Abd. | 8   | G. Rognoni A. Scalmana                          | Fiat 514                                    |                  |                    | VU        |
| Abd. | 10  | Renzo Ceschina C. Arnaboldi                     | Bianchi Tipo S5                             |                  |                    | VU        |
| Abd. | 12  | G. Della Mura A. Bertazzolo                     | Bianchi Tipo S5 torpedo                     |                  |                    | VU        |
| Abd. | 15  | Francesco Apruzzi M. Zaccaria                   | Fiat 514                                    |                  |                    | VU        |
| Abd. | 17  | L. Cagna A. Scandolara                          | Fiat 514                                    |                  |                    | VU        |
| Abd. | 20  | M. Marinelli L. Pini                            | Bianchi Tipo S5                             |                  |                    | VU        |
| Abd. | 24  | Franco Spotorno G. Stazi                        | Fiat 514 CA spider                          |                  |                    | VU        |
| Abd. | 26  | G. Ramella L. Porrino                           | Fiat 514                                    |                  |                    | VU        |
| Abd. | 27  | O. Lufrani F. Sorcinelli                        | Bianchi Tipo S5 spider                      |                  |                    | VU        |
| Abd. | 28  | S. Carnevalli G. P. Ermolli                     | Fiat 514                                    |                  |                    | VU        |
| Abd. | 29  | E. Biagioni L. Fontana                          | Fiat 514                                    |                  |                    | VU        |
| Abd. | 30  | B. Ghiringhelli M. Grassi                       | Fiat 509S                                   |                  |                    | S 1.1     |
| Abd. | 33  | R. Rossi G. Gamborucci                          | Fiat 509S                                   |                  |                    | S 1.1     |
| Abd. | 34  | A. Manganelli A. Marchesini                     | Fiat 509S                                   |                  |                    | S 1.1     |
| Abd. | 37  | « Clifford » « Selby »                          | MG Midget compressore                       |                  |                    | S 1.1     |
| Abd. | 41  | M. Vergottini E. Miozzi                         | Fiat 509S                                   |                  |                    | S 1.1     |
| Abd. | 42  | P. Donati E. Cioni                              | Fiat 509S                                   |                  |                    | S 1.1     |
| Abd. | 43  | S. Palli C. Sivier                              | Fiat                                        |                  |                    | VGI       |
| Abd. | 47  | Attilio Marinoni Franco Cortese                 | Alfa Romeo 6C 1750 GTC Berlinetta Touring   |                  |                    | VGI       |
| Abd. | 51  | G. Tabozzi L. Felin                             | Alfa Romeo 6C 1750 GT Cabriolet Castagna    |                  |                    | VGI       |
| Abd. | 56  | A. Romoli A. Garbini                            | Fiat                                        |                  |                    | S 1.5     |
| Abd. | 61  | C. Cussini A. Sandrolini                        | Maserati Tipo 26 1500                       |                  |                    | S 1.5     |
| Abd. | 64  | Secondo Corsi G. Barsotti                       | Maserati Tipo 26 1500                       |                  |                    | S 1.5     |
| Abd. | 67  | C. Adorno E. Falcioni                           | OM                                          |                  |                    | S +1.5    |
| Abd. | 71  | « Conz » E. Crivellari                          | OM                                          |                  |                    | S +1.5    |
| Abd. | 72  | C. Gentili Giuseppe Morandi                     | OM                                          |                  |                    | S +1.5    |
| Abd. | 75  | « Coda » O. Caligaris                           | Lancia Lambda                               |                  |                    | S +1.5    |
| Abd. | 78  | L. Giannini C. Poilucci                         | Alfa Romeo 6C 1750                          |                  |                    | S +1.5    |
| Abd. | 82  | Pietro Ghersi Giulio Ramponi                    | Alfa Romeo 8C 2300 Spider Zagato            | Scuderia Ferrari | Accident           | S +1.5    |
| Abd. | 85  | Eugenio Siena Piero Taruffi                     | Alfa Romeo 8C 2300 Spider Zagato            | Scuderia Ferrari |                    | S +1.5    |
| Abd. | 86  | Lelio Pellegrini Quarantotti Francesco Matrullo | Itala Tipo 75V spider                       |                  |                    | S +1.5    |
| Abd. | 90  | Albert Broschek Wilhelm Sebastian               | Mercedes-Benz SSK                           |                  |                    | S +1.5    |
| Abd. | 93  | Mario Tadini Piero Bucci                        | Alfa Romeo 8C 2300 Spider Zagato            | Scuderia Ferrari |                    | S +1.5    |
| Abd. | 94  | Gennaro Auricchio A. Facchetti                  | Alfa Romeo 6C 1750                          |                  |                    | S +1.5    |
| Abd. | 98  | Giuseppe Campari Carlo Sozzi                    | Alfa Romeo 8C 2300 Spider Touring           | Alfa Romeo       | Accident           | S +1.5    |
| Abd. | 100 | G. Zaccarini Carlo Bruno                        | Alfa Romeo 8C 2300 Spider                   | Scuderia Ferrari |                    | S +1.5    |
| Abd. | 101 | Piero Dusio R. Munaron                          | Alfa Romeo 8C 2300                          |                  |                    | S +1.5    |
| Abd. | 102 | Achille Varzi Carlo Castelbarco                 | Bugatti Type 55                             |                  |                    | S +1.5    |
| Abd. | 104 | Giovanna Maria Cornaggia Medic G. Rusca         | Alfa Romeo 6C 1750 GS                       |                  |                    | S +1.5    |
| Abd. | 105 | Tazio Nuvolari Battista Guidotti                | Alfa Romeo 8C 2300 MM Spider Touring        | Alfa Romeo       | Accident           | S +1.5    |
| Abd. | 107 | M. Orefic G. Marino                             | Alfa Romeo 6C 1750                          |                  |                    | S +1.5    |
| Abd. | 109 | Maria Antonietta Avanzo Francesco Severi        | Alfa Romeo 6C 1750 GS Spider Touring        | Scuderia Ferrari |                    | S +1.5    |
| Abd. | 112 | G. Savi G. Vertua                               | OM                                          |                  |                    | S +1.5    |
| Abd. | 115 | Rudolf Caracciola Pietro Bonini                 | Alfa Romeo 8C 2300 Spider Touring           | Alfa Romeo       |                    | S +1.5    |
| Abd. | 116 | A. Negroni Giovanni Minozzi                     | Alfa Romeo 8C 2300                          |                  |                    | S +1.5    |
| Abd. | 1   | « Faccioni » F. Feruglio                        | Fiat 514                                    |                  |                    | VU        |
| Abd. | 97T | Inconnu                                         | Talbot AV105                                |                  |                    | T-car     |
| Abd. |     | Inconnu                                         | Austin Seven                                | Scuderia Ferrari |                    | S 1.1     |

- Légende: Abd.=Abandon ; Np.=Non partant